# Ciclina E
La ciclina E es un miembro de la familia de las ciclinas, la cual se encuentra altamente conservada. La ciclina E se une a la quinasa dependiente de ciclina Cdk2 en la fase G1 del ciclo celular, ya que es necesaria para la transición G1/S. El complejo ciclina E/Cdk2 fosforila a p27Kip1, un inhibidor de la ciclina D, marcándolo para que sea degradado, y así promoviendo la expresión de la ciclina A y permitiendo la entrada y progreso de la fase S.
La ciclina E tiene un papel central en la transducción de la respuesta mitogénica a muchas hormonas, citoquinas y factores de crecimiento. La expresión transitoria de la ciclina E después de una estimulación mitogénica provoca una serie en cascada de eventos que terminan con la síntesis de ADN. La sobreexpresión continua de las isoformas de bajo peso molecular de la ciclina E causaría la progresión a través del ciclo celular. Estas isoformas pueden representar solo un marcador de otro proceso biológico que estaría vinculado más directamente con el proceso metastásico de ciertas formas de cáncer, incluyendo el cáncer de mama.

## Función
Como todos los miembros de la familia de las ciclinas, la ciclina E forma un complejo con la quinasa dependiente de ciclina tipo 2 (Cdk2). El complejo Ciclina E/Cdk2 regula múltiples procesos celulares mediante la fosforilación numerosas proteínas aguas abajo en la vía de señalización celular.
El complejo ciclina E/Cdk2 juega un papel crítico en la fase G1 del ciclo celular y en la transición entre las fases G1/S. La ciclina E/Cdk2 fosforila la proteína del retinoblastoma (pRb) para promover la progresión de la fase G1. Una vez hiper-fosforilada la pRb, ya no es capaz de interactuar con el factor de transcripción E2F. En ausencia de la pRb, E2F1 (junto con su pareja de unión DP1) media la expresión de genes diana que impulsan las células a través de la fase G1 a la fase S del ciclo celular.
El complejo ciclina E/Cdk2 también fosforila a p27 y p21 en las fases G1 y S, respectivamente. Por otro lado, el complejo ciclina E/Cdk2 fosforila a la Smad3, una mediadora clave de la vía de TGF-β que inhibe la progresión del ciclo celular. La fosforilación de Smad3 por ciclina E/Cdk2 inhibe su actividad transcripcional y, en última instancia, facilita la progresión del ciclo celular.
Los complejos CBP/p300 y E2F-5 también son sustratos de ciclina E/Cdk2. La fosforilación de estas dos proteínas estimula eventos transcripcionales durante la progresión del ciclo celular. Ciclina E/Cdk2 fosforila a p220 (NPAT) para promover la transcripción de genes de la histona durante la progresión del ciclo celular.
Aparte de la función en la progresión del ciclo celular, ciclina E / CDK2 juega un papel en el ciclo del centrosoma. Esta función se realiza mediante la fosforilación de la nucleofosmina (NPM) la cual se libera de la unión a un centrosoma no duplicado, provocando así, su duplicación. CP110 es otro sustrato de la ciclina E/Cdk2 implicada en la duplicación del centriolo y la separación centrosomal. La ciclina E/Cdk2 también se ha demostrado que regula la respuesta apoptótica al daño del ADN a través de la fosforilación de FoxO1.

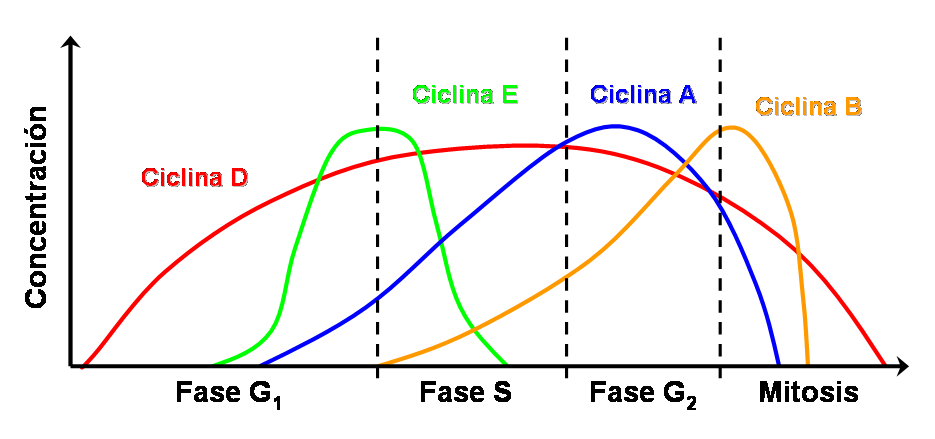
Expresión de las ciclinas a lo largo del ciclo celular.